# Barbara Bush
Barbara Bush (n. 8 iunie 1925, New York City, New York, SUA – d. 17 aprilie 2018, Houston, Texas, SUA) a fost soția lui George H. W. Bush, președinte al Statelor Unite ale Americii. A fost Prima Doamnă a Statelor Unite ale Americii între 1989 și 1993.
Barbara Bush a fost mama președintelui Statelor Unite ale Americii George W. Bush. 